# قائمة كباري مصر
تحتوي هذه القائمة على أسماء الجسور في مصر.

## محافظة القاهرة
- كوبري 15 مايو
- كوبري 25 يناير (دهشور)
- كوبري الجامعة
- كوبري الجيزة
- كوبري السلام
- كوبري الفردان
- كوبري المرازيق
- كوبري روض الفرج
- كوبري زفتى
- كوبري عباس
- كوبري 6 أكتوبر
- كوبري أبو العلا
- كوبري البدالة العلوي
- كوبري مدينه بدر
- كوبري قصر النيل
- كوبري الجلاء
- كوبرى الجامعة
- كوبري عباس
- كوبري الملك الصالح
- كوبري الساحل
- كوبري المنيب
- كوبري الزمالك
- كوبري التجنيد
- كوبري تريومف
- كوبري سفير
- كوبري ميدان المحكمة
- كوبري ميدان الحجاز
- كوبري محمد نجيب
- كوبري شنزو آبي
- كوبري فريال أشرف
- محور الفريق إبراهيم العرابي
- محور الفريق محمد العصار
- كوبري إمبابة
- كوبري تحيا مصر

## محافظة الجيزة
- كوبري الجيزة
- كوبري المحور الدائري
- كوبري المرازيق
- كوبري 25 يناير
- كوبري إمبابة

## محافظة الإسكندرية
- كوبري محرم بك - الإسكندرية
- كوبري ستانلي - الإسكندرية
- كوبري سيدي جابر - الإسكندرية
- كوبري الساعة - الإسكندرية
- كوبري جمال عبد الناصر - الإسكندرية
- كوبري أبيس - الإسكندرية
- كوبري العوايد - الإسكندرية
- كوبري صينية محرم بك
- كوبري التاريخ
- كوبري 14 مايو

## محافظة أسيوط
- كوبري قناطر اسيوط
- كوبري فيصل (الأزهر)
- كوبري الهلالي
- الكوبري العلوي
- كوبري 25 يناير

## محافظة الإسماعيلية
- كوبري الفردان
- كوبري مبارك السلام

## محافظة الأقصر
- كوبري الأقصر - الأقصر

## محافظة البحيرة
- كوبري رشيد - رشيد
- كوبري أبو حمص العلوي -أبو حمص

## محافظة الدقهلية
- كوبري طلخا - (المنصورة - طلخا)
- كوبري جامعة المنصورة
- كوبري أجا-سمنود - أجا
- كوبري شربين - شربين
- كوبري ميت غمر- ميت غمر
- كوبري سندوب - سندوب

## محافظة السويس
- كوبري السلام
- كوبري حي حوض الدرس

## محافظة الشرقية
- كوبري الصاغة - الزقازيق **
- كوبري الزراعة - الزقازيق **
- كوبري المحافظة - الزقازيق **
- كوبري السلام - الزقازيق **
- كوبري القناطر الخيرية (السجن) - الزقازيق **

## محافظة الغربية
- كوبري زفتي
- كوبري كفر الزيات العلوي - كفر الزيات
- كوبري السفلى - المحلة الكبرى
- كوبري الفريق رضا حافظ - المحلة الكبرى
- كوبري الرباط - المحلة الكبرى

## محافظة القليوبية
- كوبري القناطر الخيرية
- كوبري بنها

## محافظة المنوفية
- كوبري الباجور
- كوبري شبين الكوم العلوي
- كوبري الشهيد أسامة علام حسنى مبارك سابقاً
- كوبري قويسنا العلوي
- كوبري جيهان السادات العلوي بقويسنا
- كوبري بركة السبع العلوي القديم
- كوبري بركة السبع العلوي الجديد 2007
- كوبري كفر داود العلوي
- كوبري طملاى العلوي

## محافظة المنيا
- كوبرى المنيا - المنيا

## محافظة بني سويف
- كوبري بني سويف الجديدة
- محور عدلي منصور

## محافظة حلوان
- كوبرى المرازيق - التبين.
- الطريق الدائري الأوسطي.
- الطريق الدائري الإقليمي.

## محافظة دمياط
- كوبري فارسكور-كفر سعد - كفر سعد
- كوبري دمياط - دمياط

## محافظة سوهاج
- كوبري الثقافة
- كوبرى أخميم القديم - أخميم
- كوبري جرجا العلوي
- كوبري جرجا علي السكة الحديد
- كوبرى أسوان
- كوبري طما

## محافظة أسوان
- كوبري أسوان المعلق
- كوبري أسوان البديل
- كوبري كلابشة علي النيل

## محافظة قنا
- كوبري نجح حمادي
- كوبري دندرة
- كوبري قوص العلوي الذي ينقل بين الغرب والشرق
- جسر محور قوص - نقادة

## محافظة كفر الشيخ
- كوبري دسوق العلوي - دسوق
- كوبري دسوق القديم - دسوق
- كوبري البدالة العلوي - دسوق
- «كوبري فوه العلوي» «فوه»

## محافظة مطروح
- كوبري فوكه.

## محافظة الأقصر
- كوبري الأقصر
- كوبري دندرة